# Lautenbach (powiat Ortenau)

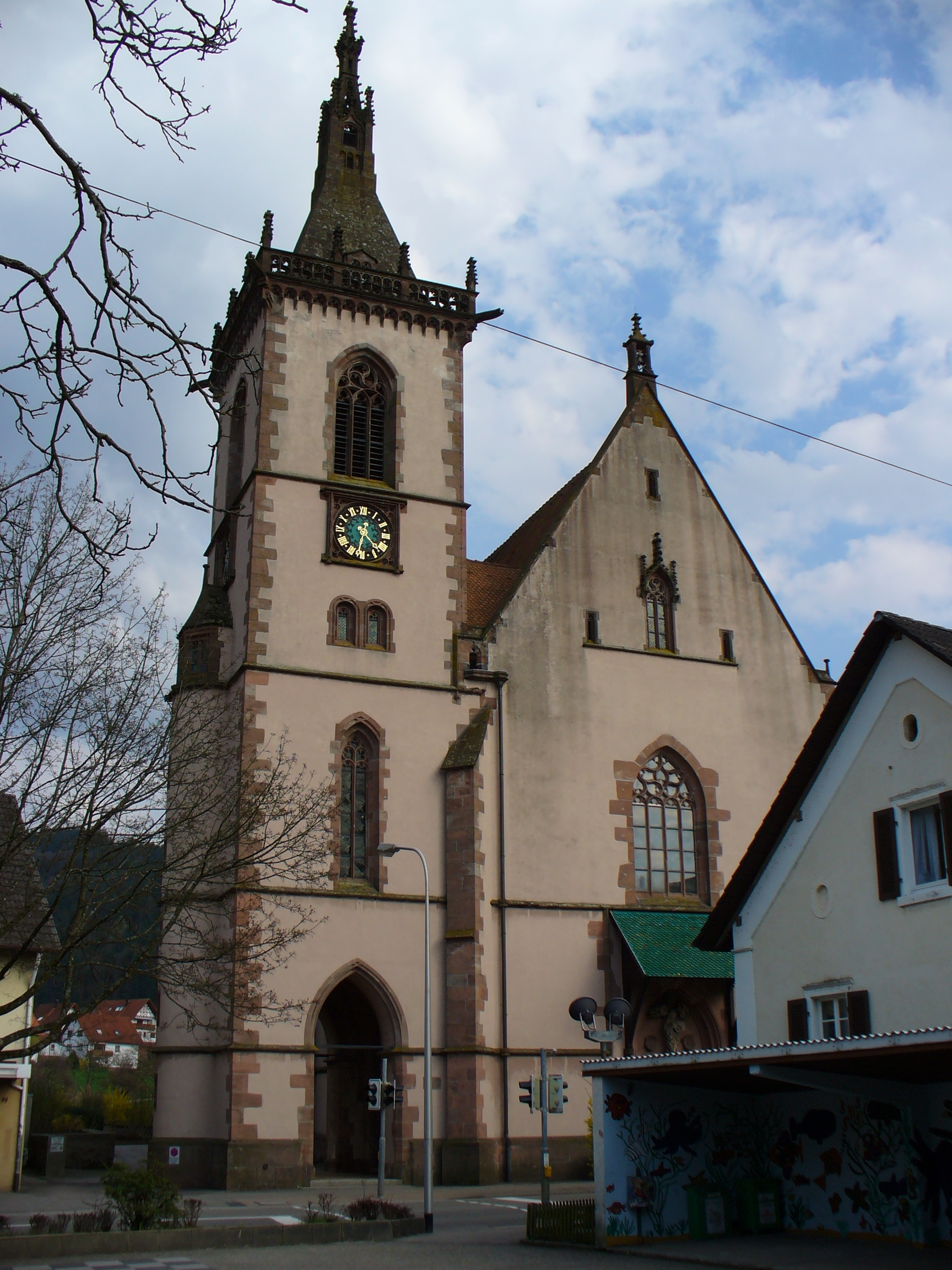
Kościół w Lautenbach

Lautenbach – miejscowość i gmina w Niemczech, w kraju związkowym Badenia-Wirtembergia, w rejencji Fryburg, w regionie Südlicher Oberrhein, w powiecie Ortenau, wchodzi w skład wspólnoty administracyjnej Oberkirch. Leży w Schwarzwaldzie, nad rzeką Rench, ok. 15 km na północny wschód od Offenburga, przy drodze krajowej B28.